# Championnat de Slovénie de football 2024-2025
Navigation
2023-2024 2025-2026
La saison 2024-2025 du championnat de Slovénie de football est la trente-quatrième édition de la première division slovène à poule unique, la PrvaLiga. Les 10 meilleurs clubs slovènes jouent les uns contre les autres à 4 reprises durant la saison, 2 fois à domicile et 2 fois à l'extérieur. À l'issue de la saison, l'avant-dernier joue un barrage de promotion-relégation et le dernier est directement relégué en deuxième division.
Le NK Celje, tenant du titre, défend son titre de champion de Slovénie.

## Participants
| \| NK Maribor Olimpija Ljubljana NK Domžale NŠ Mura NK Celje NK Nafta FC Koper NK Bravo ND Primorje NK Radomlje \| Localisation des clubs engagés dans le championnat. |
| NK Maribor Olimpija Ljubljana NK Domžale NŠ Mura NK Celje NK Nafta FC Koper NK Bravo ND Primorje NK Radomlje                                                           |

### Liste des équipes
Légende des couleurs
- Premier tour de qualification de la Ligue des champions 2024-2025
- Premier tour de qualification de la Ligue Europa 2024-2025
- Deuxième tour de qualification de la Ligue Conférence 2024-2025
- Premier tour de qualification de la Ligue Conférence 2024-2025
- Promu de D2

| Club                  | Se maintient depuis | Classement 2023-2024 | Stade                 | Capacité théorique |
| --------------------- | ------------------- | -------------------- | --------------------- | ------------------ |
| NK Celje              | 1991                | 1er                  | Arena Petrol          | 13 600             |
| NK Maribor            | 1991                | 2e                   | Stadion Ljudski vrt   | 12 435             |
| NK Olimpija Ljubljana | 2009                | 3e                   | Stadion Stožice       | 16 038             |
| NK Bravo              | 2019                | 4e                   | ŽŠD Stadion           | 2 468              |
| FC Koper              | 2020                | 5e                   | Stadion Bonifika      | 4 047              |
| NŠ Mura               | 2018                | 6e                   | Stadion Fazanerija    | 3 782              |
| NK Domžale            | 2003                | 7e                   | Stadion Domžale       | 3 100              |
| NK Radomlje           | 2021                | 9e                   | Športni park Radomlje | 700                |
| ND Primorje           | 2024                | 1er (D2)             | Stade d'Ajdovščina    | 1 630              |
| NK Nafta              | 2024                | 2e (D2)              | Lendava Sports Park   | 2 000              |

## Compétition

### Classement
Le classement est établi sur le barème de points classique (victoire à 3 points, match nul à 1, défaite à 0).
Pour départager les égalités, on tient d'abord compte du nombre de points en confrontations directes, puis de la différence de buts en confrontations directes, puis du nombre de buts marqués en confrontations directes, puis de la différence de buts générale et enfin du nombre total de buts marqués.
| Rang | Équipe                | Pts | J  | G  | N  | P  | Bp | Bc | Diff |
| ---- | --------------------- | --- | -- | -- | -- | -- | -- | -- | ---- |
| 1    | NK Olimpija Ljubljana | 74  | 36 | 21 | 11 | 4  | 63 | 20 | +43  |
| 2    | NK Maribor            | 67  | 36 | 19 | 10 | 7  | 64 | 32 | +32  |
| 3    | FC Koper              | 66  | 36 | 19 | 9  | 8  | 60 | 35 | +25  |
| 4    | NK Celje T C          | 61  | 36 | 17 | 10 | 9  | 76 | 51 | +25  |
| 5    | NK Bravo              | 55  | 36 | 14 | 13 | 9  | 52 | 44 | +8   |
| 6    | ND Primorje P         | 43  | 36 | 11 | 10 | 15 | 41 | 61 | -20  |
| 7    | NŠ Mura               | 35  | 36 | 9  | 8  | 19 | 37 | 51 | -14  |
| 8    | NK Radomlje           | 35  | 36 | 10 | 5  | 21 | 37 | 69 | -32  |
| 9    | NK Domžale            | 29  | 36 | 7  | 8  | 21 | 35 | 66 | -31  |
| 10   | NK Nafta 1903 P       | 28  | 36 | 6  | 10 | 20 | 33 | 69 | -36  |

Qualifications européennes
Ligue des champions 2025-2026
- 1er : premier tour de qualification

Ligue Europa 2025-2026
- C : premier tour de qualification

Ligue Conférence 2025-2026
- 2e : deuxième tour de qualification
- 3e : premier tour de qualification

Relégation en deuxième division
- 9e : barrages de relégation
- 10e : relégation

Abréviations
- NK Olimpija Ljubljana remporte son quatrième titre de champion de Slovénie depuis sa refondation en 2005, l'ancien club avait déjà gagné 4 titres dans les années 90[2].

### Barrage de promotion-relégation
À la fin de la saison le 29 mai et le 1er juin 2025, l'avant-dernier de première division affronte la deuxième meilleure équipe de deuxième division pour tenter de se maintenir.
| Équipe          | Aller | Total | Retour | Équipe                |
| --------------- | ----- | ----- | ------ | --------------------- |
| NK Domžale (D1) | 1 - 3 | 5 - 4 | 4 - 1  | NK Triglav Kranj (D2) |

Légende des couleurs
- Le club se maintient en première division.
- Promotion en première division.
- Le club reste en deuxième division.
- Relégation en deuxième division.

Les deux équipes restent dans leur division respective.

## Bilan de la saison
| Championnat de Slovénie de football 2024-2025                        |                                  |
| Champion                                                             | NK Olimpija Ljubljana (4e titre) |
| Coupes et trophées                                                   |                                  |
| Vainqueur de la Coupe de Slovénie 2024-2025                          | NK Celje                         |
| Qualifications continentales                                         |                                  |
| Ligue des champions 2025-2026                                        | NK Olimpija Ljubljana            |
| Ligue Europa 2025-2026                                               | NK Celje                         |
| Ligue Europa Conférence 2024-2025                                    | NK Maribor                       |
| Ligue Europa Conférence 2024-2025                                    | FC Koper                         |
| Promotions et relégations                                            |                                  |
| Promus en Championnat de Slovénie de football                        | NK Aluminij                      |
| Relégués en Championnat de Slovénie de football de deuxième division | NK Nafta 1903                    |